# DB Baureihe 65

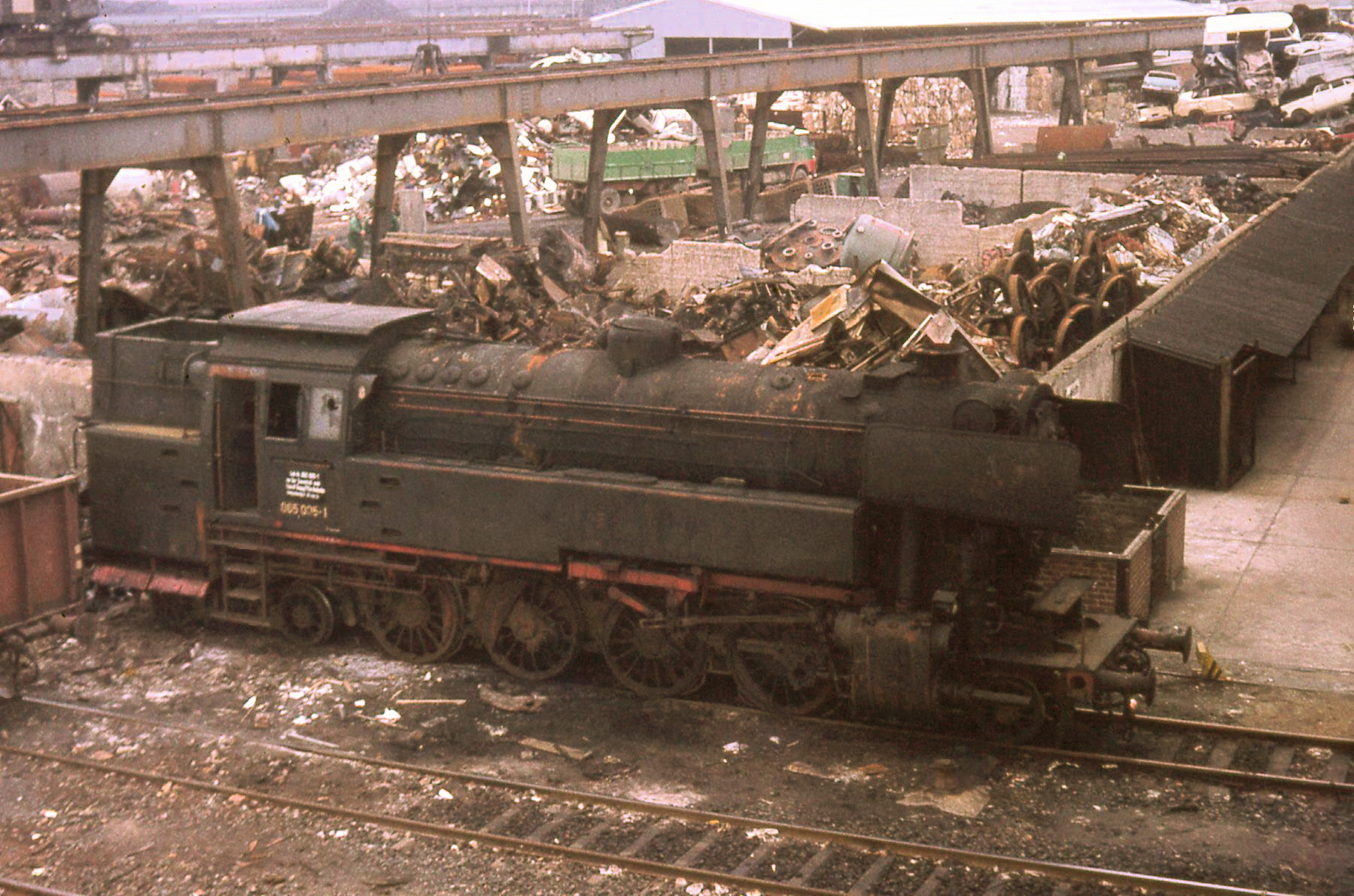
Locomotief DB 65 005-1, Frankfurt-am-Main; 1970

De Duitse Baureihe 65 (bouwserie 65) is een serie van 18  tenderlocomotieven voor personentreinen gebouwd in 1951-'56. Het ontwerp van deze serie is volgens het conceptplan Neubaulokomotive voor bouw van een aantal nieuwe stoomlocseries voor de net opgerichte Deutsche Bundesbahn.
Ze waren bedoeld als vervanging van de Pruisische T18 / Baureihe 78 en T 14.1 / Baureihe 93.5. Zij werden ondergebracht in de 'Bahnbetriebswerken' (locomotievendepots) Darmstadt (7), Düsseldorf (3), Remscheid-Lennep (2) en Letmathe (1). Tussen Düsseldorf en Essen reden zij vanuit het BW Essen (5) ook in de S-Bahn dienst. Tussen Limburg an der Lahn en Wiesbaden en rondom Darmstadt werden met de locomotieven van deze serie ook wel goederentreinen gereden.
De Firma Krauss-Maffei leverde in 1951 eerst 13 machines en later nog 5 van 1955 tot 1956. De eerste machine, met het nummer 65 007, werd al in 1966 buiten dienst gesteld.
Alle locs kregen een gelaste hoogrendementsketel. De nummers 65 001 - 65 013 rustte men uit met een oppervlaktevoorwarmer. De Nummers 65 014 - 65 018 kregen een mengvoorverwarmer. Voor het trek-duwverkeer werden de nummers 65 012 - 65 018 uitgerust. De laatste vijf locs van deze serie bereden het baanvak Düsseldorf – Kettwig – Essen.
Zo waren er van deze tweecilinder stoomlocs bij de Bundesbahn drie verschillende varianten.
De Locs van de Baureihe 65 bewezen zich als uiterst betrouwbare machines, zij waren weliswaar niet universeel inzetbaar, want zij beschikten maar over kleine voorraden en konden daarom alleen in lokale goederenverkeer worden ingezet. Op het laatst waren de locomotieven in Aschaffenburg en Limburg gestationeerd.
De 65 018 kreeg een speciaal licht aandrijfwerk, dat later bij alle machines toegepast werd, ook bezat deze loc een turbovoedingspomp. Zij werd als laatste van deze serie in 1972 bij het Bw Aschaffenburg buiten dienst gesteld. 65 018 bleef bij de Stoom Stichting Nederland in Rotterdam bedrijfsvaardig behouden, nadat zij in 1981 door het Deutsches Dampflokomotiv-Museum overgedragen werd.